# Zona Zàlata
Zona Zàlata és una companyia teatral que neix a Tarragona l'any 1986 com a reinvenció dels últims components del grup Brau Teatre —anteriorment Arc de Teatre— Joan Pascual, Marta Grau i Magí Seritjol.
Zona Zàlata i l'Aula de Teatre col·laboren des de la creació d'aquesta última (1993), i s'intensifica a partir de l'any 2001, quan s'inicia la col·laboració de totes dues amb els Festival de reconstrucció romana Tàrraco Viva. En aquest terreny, cal destacar una l'activitat d'investigació, reconstrucció i recreació de les farses atel·lanes —entre 2001 i 2004—, de la comèdia de Plaute —de 2004 a 2006— i del teatre de titelles romà —des del 2009 i fins a l'actualitat—, en una primera etapa. Destaca la investigació, reconstrucció i recreació de les farses atel·lanes, de la comèdia de Plaute i del teatre de titelles romà per a les Jornades de divulgació històrica Tàrraco Viva, especialment entre el 2001 i el 2005, encara que la participació de l'Aula de Teatre i de Zona Zàlata en aquest certamen anual s'ha mantingut fixa des d'aleshores. A partir del 2010, la investigació sobre el teatre popular romà s'enfoca cap a la pantomima i aquest mateix any ja crea Carmina Priapea, una primera provatura al voltant de la figura del rapsode i de la poesia priàpica, que continuarà i creixerà amb el muntatge esmentat del 2011.